# Any Colour You Like
«Any Color You Like» — інструментальна композиція британської рок-групи Pink Floyd з альбому 1973 року The Dark Side of the Moon. Представлена в оригінальному виданні на другій стороні платівки (LP) восьмим за рахунком треком. Автори музики — Девід Гілмор, Річард Райт і Нік Мейсон.
7 травня 1973 року «Any Color You Like» вийшла друком на другому боці сингла «Money» у країнах Європи (Бельгія, Данія, Франція, Німеччина, Греція, Італія, Нідерланди, Норвегія, Португалія, Іспанія), у країнах Північної та Південної Америки (США, Канада, Мексика), а також в Австралії та Новій Зеландії.
Концертний варіант пісні «Any Color You Like» був записаний на альбом Pink Floyd P.U.L.S.E. (1995) і в концертній відеоверсії P.U.L.S.E. (1995).